# Dámaso Centeno
Dámaso Centeno (Rosario, 10 de marzo de 1850-Cosquín, 11 de octubre de 1892) fue un político, filántropo y abogado argentino, que se desempeñó en diversas oportunidades como diputado nacional, como también legislador provincial.

## Biografía
Era hijo de Dámaso Centeno, coronel del Ejército Argentino, y de Cecilia Fernández. Su padre fue herido mortalmente en la Batalla de Cepeda en 1859, quedando huérfano de padre desde entonces. Posteriormente, estudió Derecho en la Universidad de Buenos Aires, donde se doctoró en 1878. Su condición de huérfano, junto con su hermana Petrona, sumado a una delicada salud, le hizo tomar conciencia sobre niños que sufrieron su misma condición y con dificultades económicas, en especial, aquellos que eran hijos de militares. Ello lo llevó a crear una escuela en Córdoba, que el 8 de abril de 1891, también se convirtió en orfanato para niños, en especial, para aquellos que quedaron huérfanos en los conflictos militares del país. La primera sede fue en la casa de su madre, contando además con el apoyo de viudas de militares, que colaboraron con el proyecto. El «Asilo de Huérfanos de Militares» se convirtió en el antecedente directo del Instituto Social Militar Dr. Dámaso Centeno en Buenos Aires, que fue una creación del gobierno de Juan Domingo Perón en 1947.
Paralelamente, como político, miembro del Partido Demócrata, fue electo a la Cámara de Diputados de la Provincia de Buenos Aires, desempeñándose entre 1887 a 1882. A partir de allí, se desempeñó como diputado nacional por primera vez, de 1882 a 1884, 1886 a 1890, en estas dos ocasiones representando a la provincia de Buenos Aires, y por última vez entre 1890 y 1892, esta vez por la provincia de Santa Fe, mandato que no pudo culminar porque falleció repentinamente en Cosquín.
Además de su interés en la niñez carenciada, fijó su interés en las fuerzas armadas, siendo nombrado cabo honorario del Ejército Argentino y, tras haber pasado un año como secretario de la embajada argentina en París en 1887, fijó su interés en regular al cuerpo diplomático, logrando la sanción de las primeras normas que regían al cuerpo diplomático argentino.